# Драгана Лазаревич
Драгана Хребелянович (понякога наричана Мара) е българска царица, според едни от източниците е втора съпруга на цар Иван Шишман, а според други е съпруга на неговия първороден син Александър Шишман.

## Произход
Дъщеря е на сръбския княз Лазар Хребелянович и на княгиня Милица. Драгана има двама братя - Стефан Лазаревич и Вук Лазаревич и четири сестри - Оливера Лазаревич, Елена Лазаревич, Теодора Лазаревич и Мара Лазаревич. 

## Биография
Няма почти никакви исторически сведения за живота ѝ. Известно е, че сватбата ѝ с представителя на Шишмановия род е станала около 1386 г. и че е починала след 1396 г.
Някои изследователи смятат, че името ѝ се споменава в Бориловия синодик:
| „ | ...На Кира-Мария, благочестивата царица на великия цар Иван Шишман, вечна памет. На госпожа Десислава, майка на благочестивата царица Мария – на великия цар Иван Шишман, наречена в ангелски образ Девора, вечна памет... | “ |

Тълкуванието на посочения откъс обаче не е еднозначно. Ако зад имената Кира-Мария и Мария стоят две различни жени и следователно под „благочестивата царица Мария“ се има предвид Драгана Хребелянович, втората съпруга на Иван Шишман, то недоумение буди споменатото име на нейната майка – Десислава. Известно е, че Лазар Хребелянович не е имал съпруга на име Десислава. В такъв случай би било възможно името на първата съпруга на цар Иван Шишман да е било само Мария, а Драгана Хребелянович да е била наречена Кира-Мария, освен ако в параграфа не е била допусната грешка и имената на двете царици да са били разменени. Втората възможност е зад двете посочени имена да се крие една и съща личност, а именно първата съпруга на царя, спомената веднъж като царица Кира Мария и втори път като царица Мария. Това обаче поражда въпроса защо името на втората съпруга на Иван Шишман е пропуснато.
Според Джордже Радойчич от документ датиран между 1 септември 1395 и 1 септември 1396 г. на светогорския манастир „Св. Пантелеймон“ става ясно, че майката на Драгана – Милица Хребелянович, която междувременно се е била замонашила под името Евгения, се е договорила с монасите да поемат ангажимент за издръжката на петте ѝ дъщери (Мара, Драгана, Елена, Оливера и Теодора) в случай, че някоя от тях овдовее. С други думи, по времето когато е писан този документ, все още никоя от дъщерите ѝ не е била вдовица. Следователно няма как Драгана да е била съпруга на цар Иван Шишман, защото той загива още на 3 юни 1395 г.
Византийският историк Лаоник Халкокондил съобщава, че Драгана е била омъжена за Шишман, но не уточнява за кой Шишман става въпрос, тъй като не посочва първото име.
За съдбата на Драгана Лазаревич след 1396 г. не е известно повече нищо.

## Потомство
Смята се, че Драгана ражда на цар Иван Шишман сина му Фружин.